# Arawacus jada
Arawacus jada là một loài bướm ngày thuộc họ Bướm xanh.
Số MONA hay Hodges của Arawacus jada là 4330.